# Лутке (филм из 2002)
Лутке (ドールズ Dōruzu) је јапански филм из 2002. године који је написао, монтирао и режирао јапански редитељ Такеши Китано. Високо стилизовани уметнички филм, Лутке, спада у Китанове некриминалистичке филмове, као и филм из 1991. Сцена на мору. За разлику од већине других филмова, он не глуми у њему. Филм је похваљен за своју кинематографију (Кацуми Јанагишима) и костимографију (Јоџи Јамамото).

## Прича
Филм садржи три главне групе ликова, сваку у својој засебној причи:
- Младић (Мацумото, кога игра Хидетоши Нишиджима), који одбацује веридбу са његовом невестом (Савако, коју игра Михо Кано), да би се оженио ћерком свог председника компаније. Његова бивша вереница после покушаја самоубиства завршава у полувегетативном стању, након чега је он изводи из болнице и они заједно беже.
- Још један младић (Нукуи, кога игра Цутому Такешиге) опседнут поп звездом Харуном (коју игра Кјоко Фукада); он ослепљује самог себе, после Харуниног удеса у саобраћајној несрећи.
- Старији јакуза (Хиро, кога игра Тацуја Михаши), који покушава да се састане са девојком из младости (Риоко, коју игра Чеико Мацубара).

Ове приче се повремено преклапају у филму, али су углавном одвојене. Филм је највише усредсређен на прву причу. Увод у њу је представа Бунраку позоришта ("Гласник пакла", Чикамацу Монземона), и завршава се сценом из ње. Она алудира на теме које се накнадно појављују у филму. Пошто се и остатак филма  може сматрати као Бунраку у филмском облику (што је и сам Китано рекао), филм је прилично симболичан. У неким случајевима није јасно да ли одређене сцене треба схватати буквално. Такође, радња се не одвија строгим хронолошким редоследом, али је промена годишњих доба приметна и истиче се повезаност љубави са проласком времена (Мацумото и Савако су у већем делу филма повезани црвеним канапом).

## Улоге
- Михо Кано - Савако
- Хидетоши Нишиджима - Мацумото
- Тацуја Михаши - Хиро, стари јакуза
- Чеико Мацубара - Риоко, жена у парку
- Кјоко Фукада - Харуна Јамагучи, поп звезда
- Цутому Такешиге - Нукуи, Харунин обожавалац
- Каиоко Кишимото - Харунина тетка
- Кањи Цуда - Млади Хиро
- Јуко Даик - Млада Риоко
- Рен Осуги - Харунин менаџер

## Тематика филма
Филм и све његове вињете се баве темом смрти. Китанова намера је била да покаже смрт ни као добру, ни лошу, већ као релативну појаву. У једном од интервјуа Китано је рекао: "Разлог зашто савремени Јапанци и западњаци мрзе и саму помисао на смрт толико је стран за мене. Заиста нема потребе мрзети смрт," додавши "Доживљај овог филма се може значајно разликовати у зависности од угла посматрања."

## Музика из филма
Све композиције су од Џо Хисаиши.
1. "Сакура" − 4:40
2. "Чисто Бело" − 2:48
3. "Луди" − 4:55
4. "Осети" − 4:58
5. "Лутке" − 4:09

## Пријем код публике
Филм има позитивне оцене код сајтова који се баве филмском критиком. Трули парадајз оцењује филм  са 74%, са 39 рецензија, док га  Метакритика оцењује са 71 од 100, са 16 рецензија.

## Адаптације
Позоришну адаптацију филма је режирао Кери Кракнел 2009. године, за Хаш Продукцију и Народно позориште Шкотске.